# Klemens z Piotrkowa
Klemens z Piotrkowa (zm. przed 9 maja 1507) – polski duchowny katolicki, prawnik, wykładowca Akademii Krakowskiej.

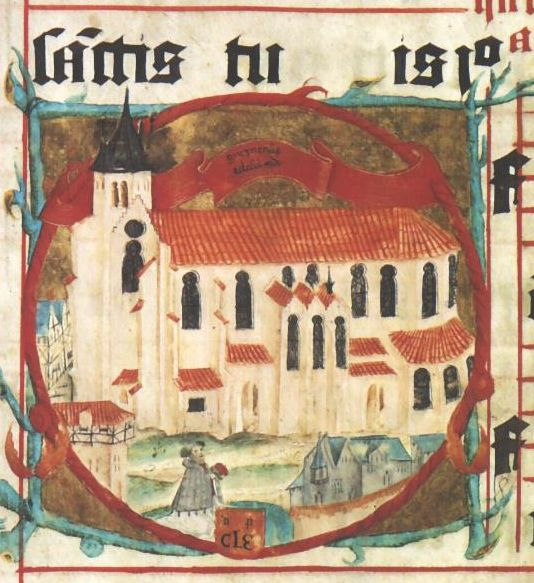
Antyfonarz Klemensa z Piotrkowa w katedrze gnieźnieńskiej

W Akademii Krakowskiej uzyskał stopień bakałarza filozofii i sztuk wyzwolonych (1471), następnie kontynuował studia za granicą, kończąc je doktoratem praw. Po powrocie wykładał w Akademii Krakowskiej w latach 1480–1487. W 1492 został kanonikiem gnieźnieńskim, w 1500 oficjałem i wikariuszem generalnym gnieźnieńskim. Od 1503 zarządzał gnieźnieńską Biblioteką Kapitulną. Dzięki jego darom w zbiorach biblioteki znalazł się m.in. inkunabuł Super quinque libros Decretalium (Bazylea 1477, cztery tomy), a także praca Klemensa – Rectorale seu librorum rectorali pro ecclesia et choro (1503).